# Aeroportul Modesto City-County
Aeroportul Modesto City-County (IATA: MOD, ICAO: KMOD, FAA LID: MOD) este un aeroport din California, Statele Unite ale Americii. Aeroportul a fost tranzitat în 2019 de 30 de pasageri.
Situat la o altitudine de 30 m, aeroportul dispune de 2 piste.

## Infrastructură

### Piste
Aeroportul dispune de 2 piste. Pista 10L/28R are suprafața de asfalt și dimensiunile 5.904 picioare × 150 picioare. Pista 10R/28L are suprafața de asfalt și dimensiunile 3.464 picioare × 100 picioare. 